# Dora Deliyska
Dora Deliyska (bulgarisch Дора Делийска; * 31. Oktober 1980 in Plewen, Bulgarien) ist eine bulgarische Pianistin. Sie lebt derzeit in Wien.

## Leben
Im Alter von fünf Jahren erhielt Dora Deliyska den ersten Klavierunterricht, ihr erstes öffentliches Konzert gab sie im Alter von neun. Ihr Studium absolvierte sie an der Universität für Musik und darstellende Kunst Wien bei den Professoren Jürg von Vintschger, Stefan Vladar und Noel Flores, wo sie 2010 den Master-Abschluss erlangte. Am Oxana Yablonskaya Piano Institute in Castelnuovo di Garfagnana erhielt sie das Postgraduate-Diplom.
Im März 2008 spielte Dora Deliyska in Sofia mit dem Classic FM Radio Orchestra unter Sergei Pavlov das Klavierkonzert Nr. 2 von Franz Liszt. Im März 2015 trat Dora Deliyska zusammen mit dem Schauspieler und Regisseur Karl Markovics mit E. T. A. Hoffmanns Lebens-Ansichten des Katers Murr im Gläsernen Saal des Wiener Musikvereins auf und spielte Robert Schumanns Kreisleriana. Seit 2009 erscheinen auch regelmäßig CDs und DVDs von ihr.
Im März 2016 präsentierte Dora Deliyska im Wiener Konzerthaus ihr Projekt „B-A-C-H“ mit ausgewählten Werken von Johann Sebastian Bach, Frédéric Chopin und Dmitri Schostakowitsch in den Tonarten b, a, c, h.

## Auszeichnungen
- 1997: Spezialpreis beim Bulgarischen Nationalen Musikwettbewerb „Svetoslav Obretenov“.
- 1998: Spezialpreis für die beste Aufführung eines Werks von Sergej Rachmaninoff beim Klavierwettbewerb für russische Musik in Plewen.
- 1998: Erster Preis und Spezialpreis der Nationalen Musikakademie „Pantscho Wladigerow“ in Sofia.
- 1998: Erster Preis beim Nationalen Wettbewerb für Klavierbegleitung in Plewen.
- 2002: Erster Preis des Yamaha-Klavierwettbewerbs in Linz.
- 2003: Erster Preis der Internationalen Sommerakademie Prag-Wien-Budapest für die Aufführung eines Werkes der Wiener Klassik;
- 2003: Erster Preis beim Internationalen Klavierwettbewerb „Stefano Marizza“ in Triest.

## Diskografie
- 2009: Franz Liszt, Klavierwerke (Gramola 98853)
- 2010: Franz Liszt und Frédéric Chopin, Balladen und Walzer (Gramola 98899)
- 2012: Doppelgänger – Franz Liszt, Transkriptionen von Werken Franz Schuberts (Gramola 98931)
- 2013: Franz Schubert, Klavierwerke (Gramola 98669)
- 2014: Caprice Viennoise – Kreisler, Brahms, Ravel, Enescu. Luka Kusztrich (Violine), Dora Deliyska (Klavier) (CAPRICCIO)
- 2014: Meeresstille – letzte Sonaten. Beethoven, Schubert (Gramola 99018)
- 2014: Robert Schumann, Kreisleriana, Kinderszenen und Paganini-Etüden 3/1/2 (Gramola 99058)
- 2015: Danzas. Greg Anderson, Béla Bartók, Astor Piazzolla, Igor Stravinsky, Alberto Ginastera. Dora and friends. Mit Luca Monti (Klavier), Nora Romanoff-Schwarzberg (Viola), Yury Revich (Violine), Florian Willeitner (Violine), Georg Breinschmid (Bass) (Gramola 99099)
- 2020. Alles Walzer, einmal anders. Schubert, Liszt, Strauss, Schulz-Evler, Bartók, Ligeti, Debussy, Ravel. (Challenge Records)
- 2023: Études & Préludes. Frédéric Chopin, Claude Debussy, György Ligeti und Nikolai Kapustin. (Hänssler Classic 22083)